# Chyža
Chyža, česky také Hyža, ukrajinsky Хижа, maďarsky Kistarna, je obec v korolevském jednotném územním společenství v okresu Berehovo, v Zakarpatské oblasti na Ukrajině. V roce 2001 zde žilo 1 673 obyvatel.

## Historie
První písemná zmínka o obci pochází z roku 1629. Dřívější název byl Mala Tarna (maďarsky: Kistarna, rumunsky: Tarna Mica). Do uzavření Trianonské smlouvy byla ves součástí Uherska, poté byla (pod názvem Hyža) součástí Československa. Od roku 1945 byla obec součástí Ukrajinské sovětské socialistické republiky, která byla jednou ze svazových republik Sovětského svazu, nakonec od roku 1991 je součástí samostatné Ukrajiny.